# Vipera magnifica
Vipera magnifica este o specie de șerpi din genul Vipera, familia Viperidae, descrisă de Tuniyev și Ostrovskikh în anul 2001. A fost clasificată de IUCN ca specie în pericol. Conform Catalogue of Life specia Vipera magnifica nu are subspecii cunoscute.

## Galerie

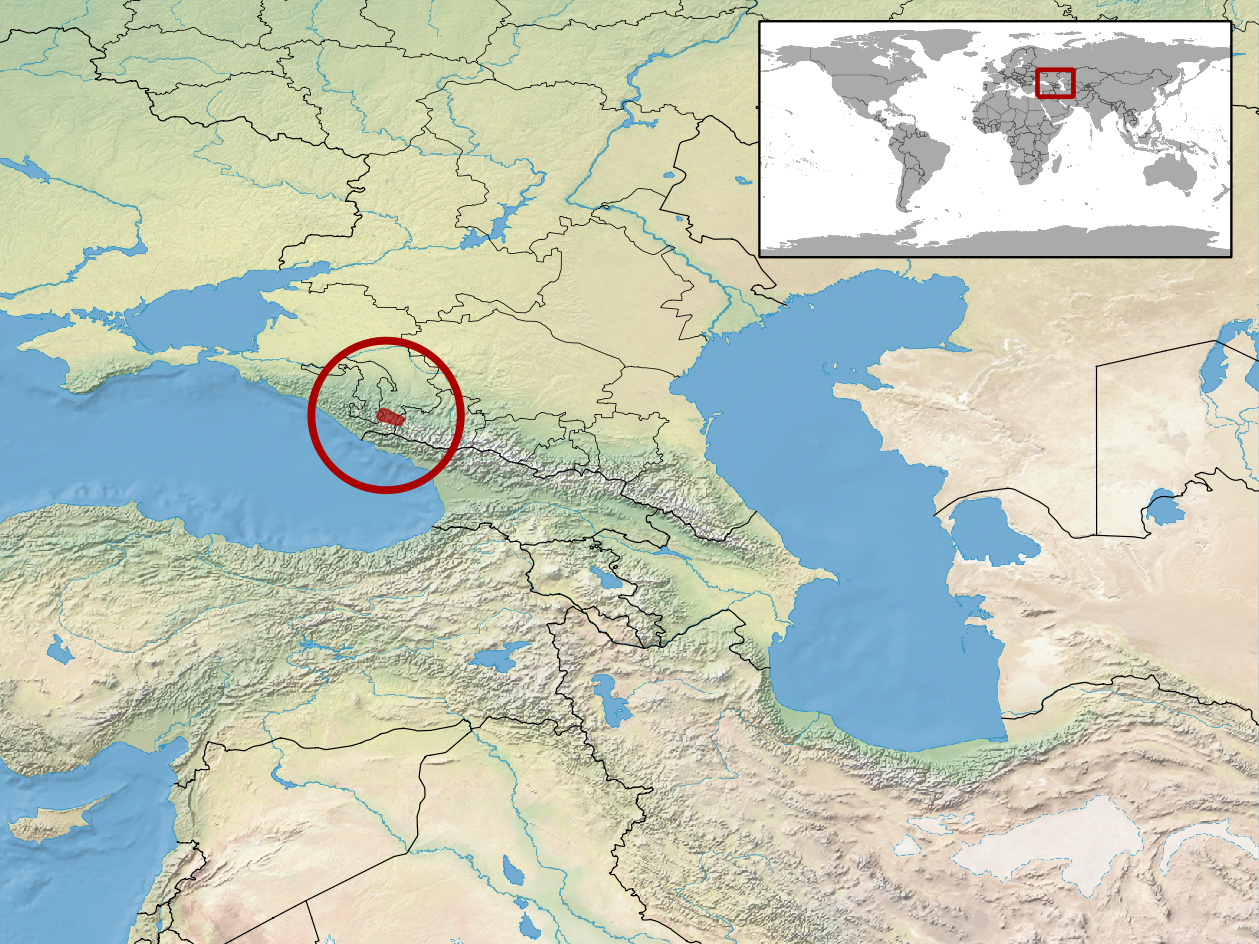